# 雅基·杜古埃佩鲁
雅基·杜古埃佩鲁（法語：Jacky Duguépéroux，1948年1月2日—），法国足球教练、运动员。历任三次斯特拉斯堡主教练、两次突尼斯希望主教练。

## 荣誉

### 球员
斯特拉斯堡
- 法甲：1978–79（英语：1978–79 French Division 1）赛季（队长[1]）

### 教练
斯特拉斯堡
- 法國聯賽盃：1997、2005
- 法國盃：2001、1995（亚军）